# Chiesa di Santa Maria di Costantinopoli (Ugento)
La chiesa di Santa Maria di Costantinopoli è una chiesa sita nel comune di Ugento, in provincia di Lecce.

## Storia
La chiesa, edificata agli inizi del XVII secolo, è inglobata nella settecentesca struttura di Masseria Crocefissi e sorge sull'antica via Traiana Sallentina, un tracciato di epoca romana divenuto nei secoli un frequentatissimo percorso religioso alla volta del Santuario di Santa Maria di Leuca. Inizialmente l'edificio era completamente isolato e fu voluto dalla locale famiglia aristocratica dei Papadìa.

## Architettura
La chiesa, di piccole dimensioni, si compone di un unico vano rettangolare con copertura a botte. La copertura esterna era originariamente a doppio spiovente, sostituita con un solaio piano nel XVIII secolo.
L'interno è interamente affrescato; lungo le pareti si susseguono le immagini a grandezza naturale di un Profeta (Elia o Isaia), di sant'Eligio, san Nicola, sant'Antonio da Padova, santa Rita, san Paolo, san Biagio, san Rocco, san Vito e sant'Antonio Abate. Sulla controfacciata vi è una raffigurazione di Cristo. Sopra l'altare, di fattura moderna, campeggia la rappresentazione della Madonna di Costantinopoli in trono, con la data di realizzazione (1619). La volta è decorata a falsi cassettoni, all'interno dei quali sono raffigurati volti di puttini alati. Al centro della volta è dipinto lo stemma araldico dei Papadìa.

## Galleria d'immagini

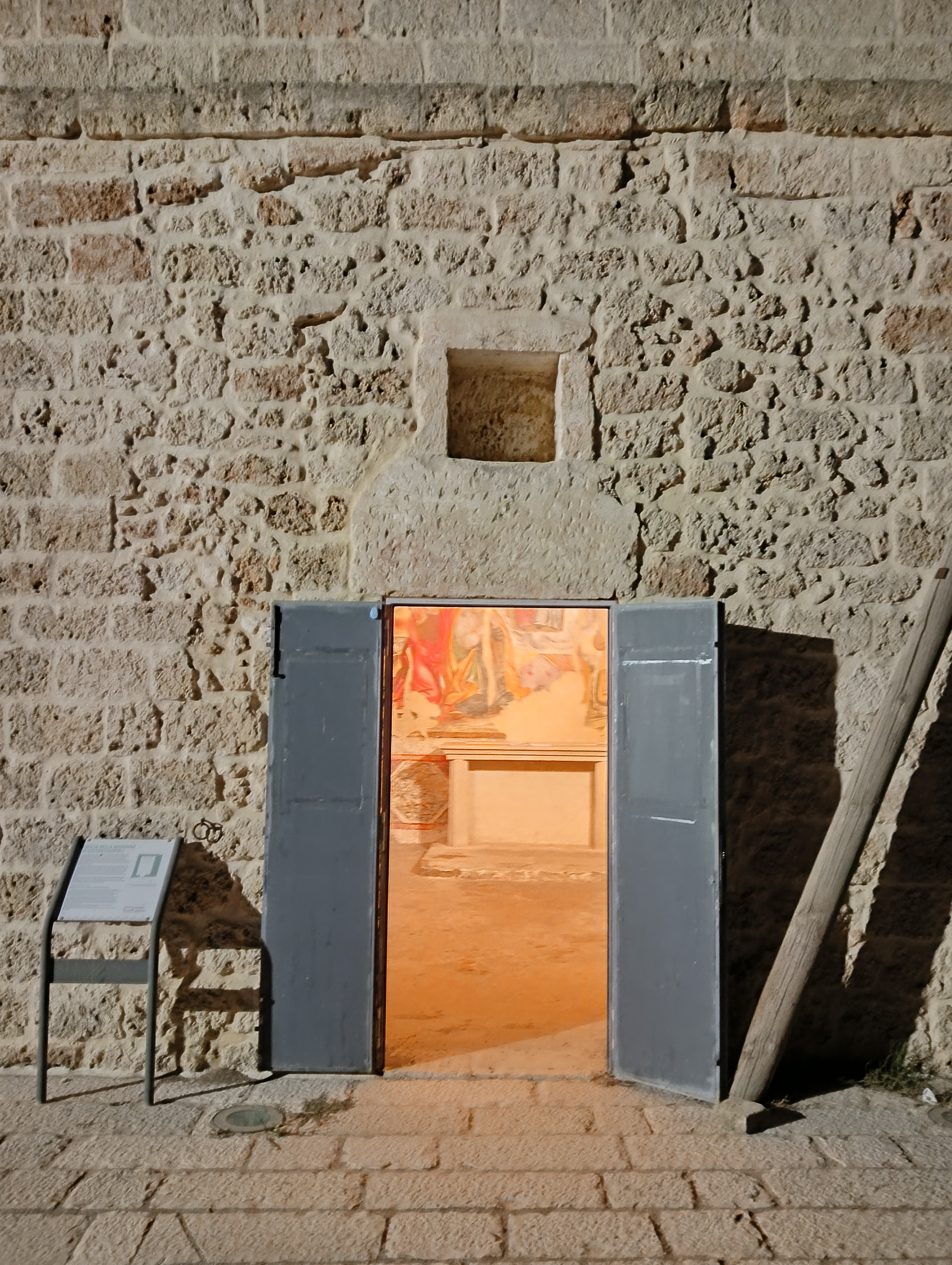
L'ingresso
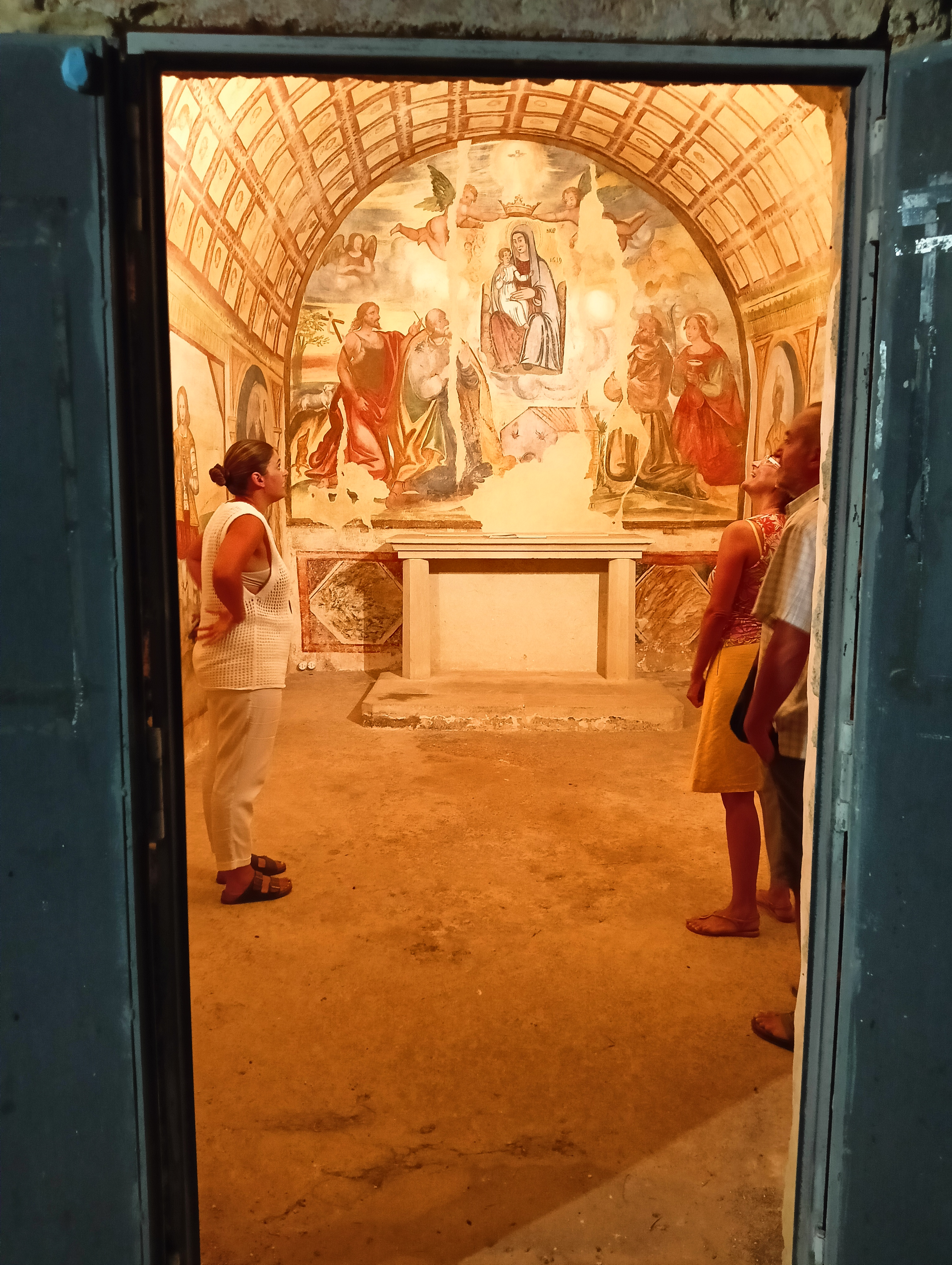
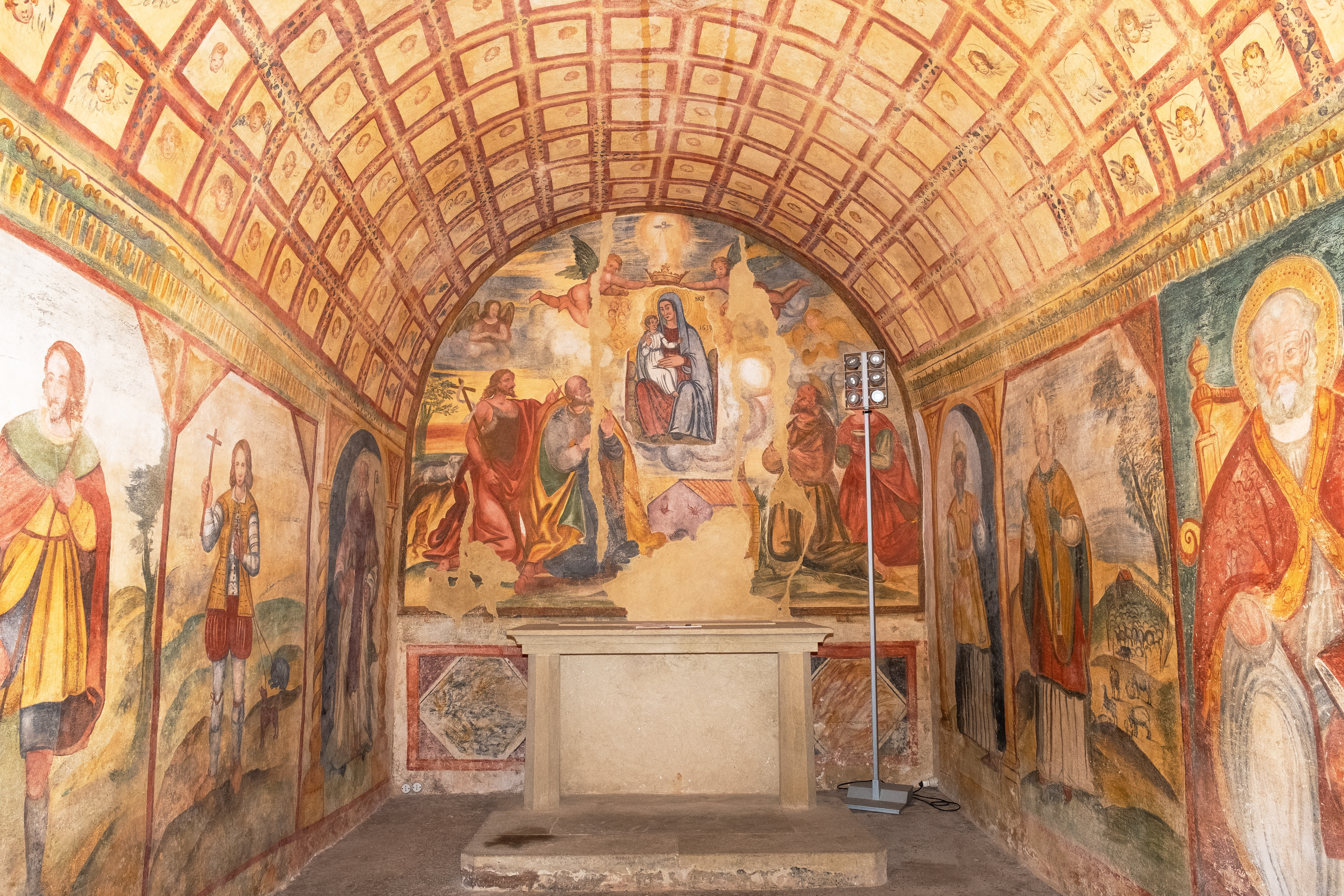
L'altare
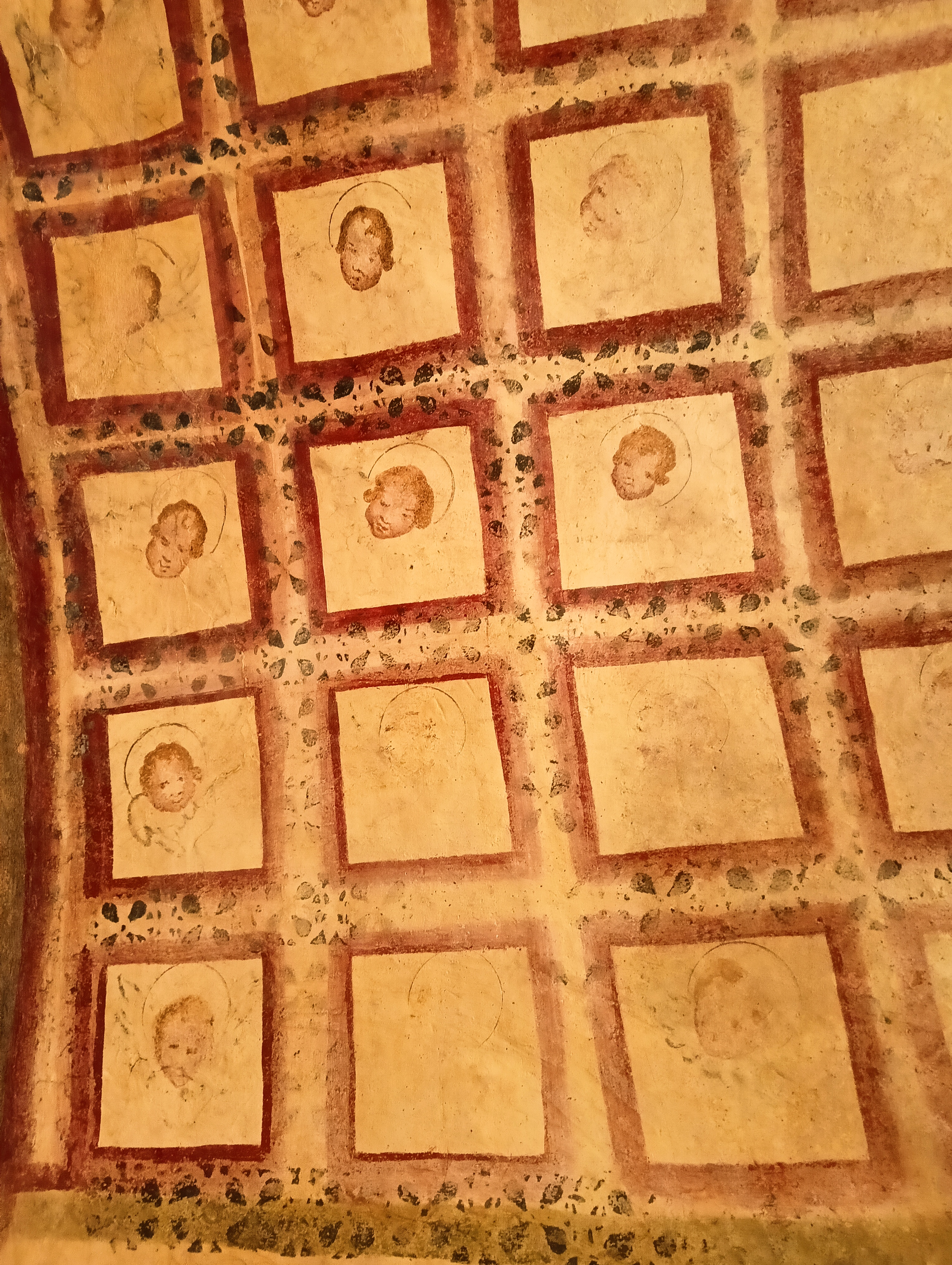
Particolare del soffitto
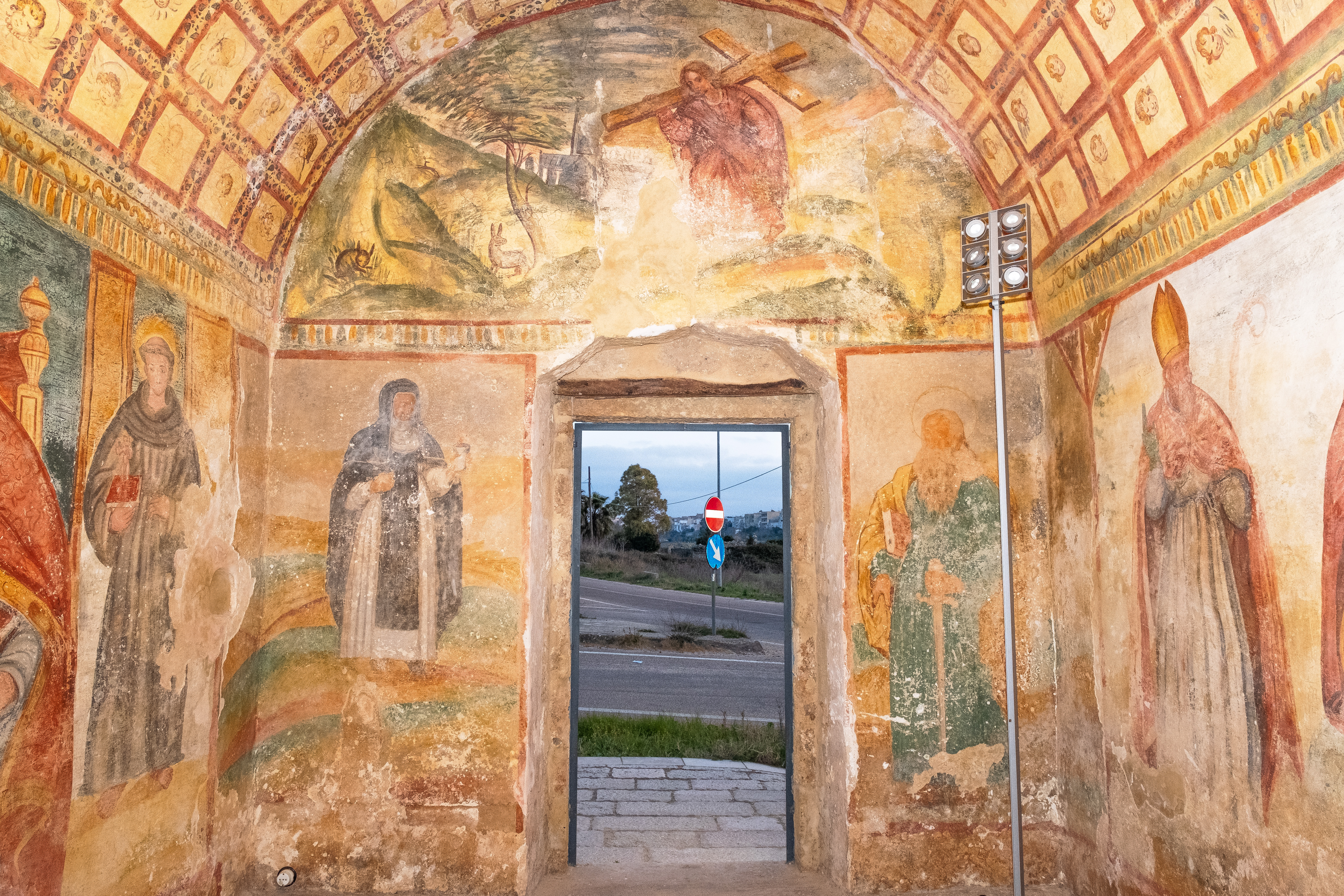